# Tabriz köftesi
Tabriz Köftesi (em azeri:  Təbriz küftəsi, تبریز کوفته سی), também conhecido como Kufteh Tabrizi, é uma receita de almôndega iraniana que é originaria da região noroeste do Irão, mais concretamente da cidade de Tabriz. O prato normalmente inclui uma grande bola de carne acompanhada de arroz, ervilhas amarelas, ervas e outros ingredientes e seu sumo, que se serve num prato separado com pão Sangak ou Lavash antes do prato principal. Ainda que a base do prato seja a carne, existem alternativas vegetarianas.

## Etimologia
Tabriz Köftesi ou Kufteh Tabrizi significa "almôndega de Tabriz". A palavra deriva de Kūfteh: em persa, kuftan (کوفتن) significa "golpear" ou "moer".

## Preparação

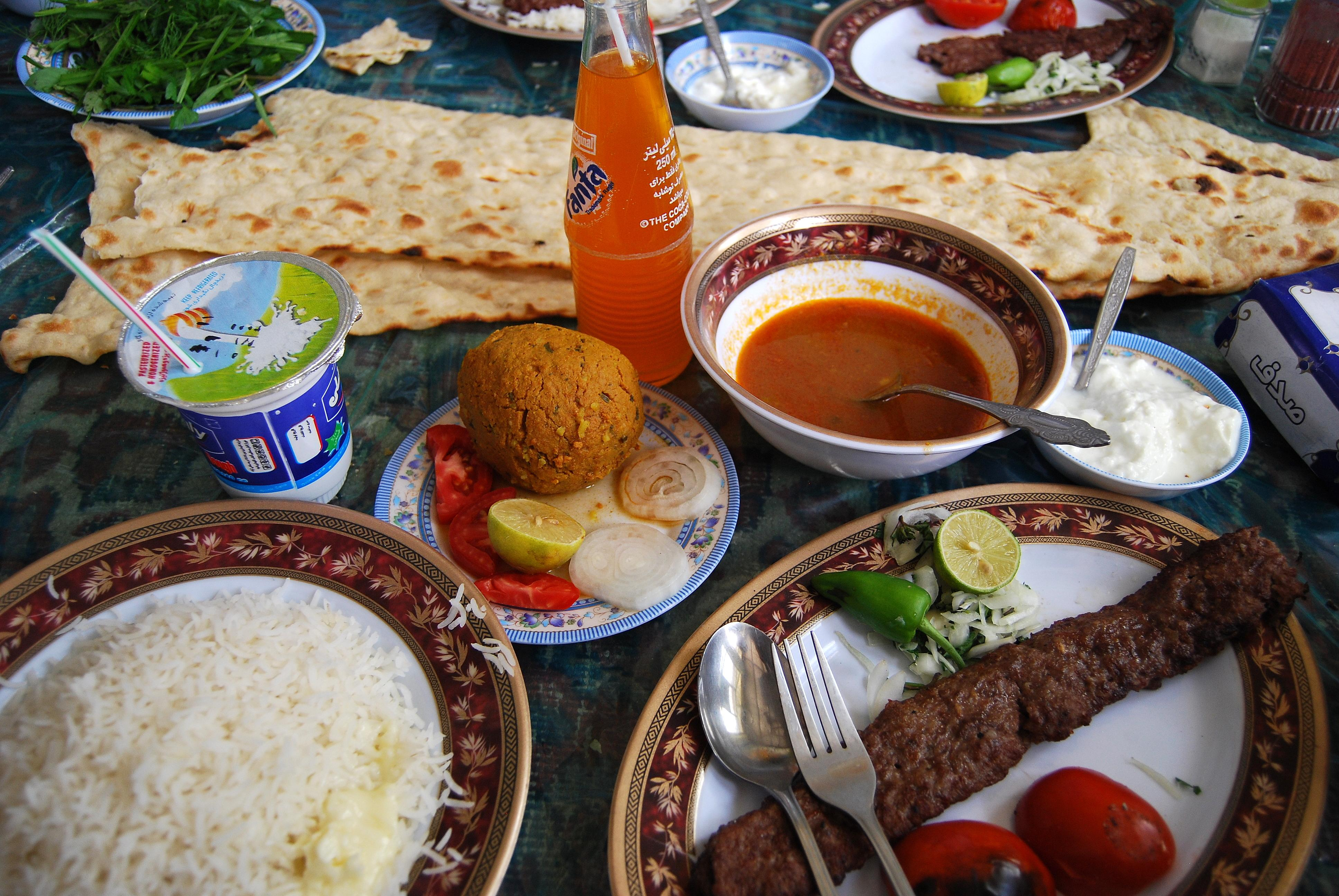
Koofteh Tabrizi (no centro) e Bonab Kababi servidos com arroz.

Os ingredientes completos são carne moída, arroz, ervilhas amarelas, alho-porro, menta, salsa, cebola e especiarias persas para a massa e ovo cozido, noz, cebola frita e damasqueiro ou ameixas secas para o núcleo do Kufteh.
Primeiro deve-se ferver o arroz e os guisados partidos por separado durante quinze minutos. Corta-se uma cebola em fatias pequenas e frita-se em azeite vegetal. Misturam-se e cortam-se todas as verduras em tiras pequenas. Rala-se outra cebola em fatias pequenas e drena-se o seu suco. Mistura-se toda a carne picada, a cebola moída, a arroz fervido, os guisados fervidos e as verduras com especiarias do Azerbaijão e sal e se mistura tudo. Deve-se fazer uma bola a partir a polpa e põe-se a ameixa, com o ovo fervido no meio. Agrega-se a massa de tomate e plantas da família berberidaceae à cebola frita e frita-se durante um par de minutos outra vez, depois verte-se água dentro dela e se aquece até que ferva. Colocam-se cuidadosamente as almôndegas dentro da mistura fervendo e mantém-se fervendo durante meia hora. O Küfte e o caldo servem-se por separado na mesa. O caldo frito é a sopa e a carne come-se como segundo prato.